# Erastus de Forest
Erastus Lyman De Forest (1834-1888) va ser un matemàtic nord-americà, que va treballar en estadística.

## Vida i Obra
Fill d'un graduat de Yale, De Forest també es va graduar a la universitat Yale el 1854 i va obtenir el doctorat en enginyeria el 1856. Després, De Forest va desaparèixer durant dos anys mentre havia anat en un viatge a Nova York, mentre la seva família es temia el pitjor; però va reaparèixer a Austràlia, donant classes a Melbourne. El 1861 va retornar a New Haven i es va dedicar al estudi de les matemàtiques.
El 1867-68 va ser cridat pel seu oncle, que era el president de la Knickerbocker Life Insurance Company of New York, per millorar les taules de mortalitat que s'utilitzaven en el negoci.
Entre 1870 i 1885, De Forest va publicar una vintena llarga d'articles sobre estadística, urilitzant en algun d'ells una versió precursora del mètode de Montecarlo per esmorteir les sèries temporals.
El 1885 va morir el seu pare i la seva salut va empitjorar, retirant-se del seu treball.